# Jean-Pierre Heynderickx
Jean-Pierre Heynderickx (* Merelbeke, 5 de mayo de 1965). Fue un ciclista belga, profesional entre 1987 y 1998, cuyo mayor éxito deportivo lo logró en la Vuelta a España, donde conseguiría 1 victoria de etapa en la edición de 1989. 

## Palmarés
| 1987 - 2.º en el Campeonato de Bélgica en Ruta 1988 - 1 etapa del Tour d'Armorique 1989 - 1 etapa de la Vuelta a España | 1994 - 1 etapa de la Estrella de Bessèges 1995 - Clásica de Almería - 1 etapa del Tour de China |

## Resultados en las grandes vueltas
| Carrera         | 1987 | 1988  | 1989  | 1990 | 1991 | 1992 | 1993 | 1994 | 1995 | 1996 | 1997 | 1998 |
| --------------- | ---- | ----- | ----- | ---- | ---- | ---- | ---- | ---- | ---- | ---- | ---- | ---- |
| Giro de Italia  | -    | -     | -     | -    | -    | -    | -    | -    | -    | -    | -    | -    |
| Tour de Francia | -    | 148.º | -     | Ab.  | -    | -    | -    | -    | -    | -    | -    | -    |
| Vuelta a España | -    | -     | 124.º | Ab.  | -    | Ab.  | -    | -    | -    | -    | -    | -    |
| Mundial en Ruta | -    | -     | -     | -    | -    | -    | -    | -    | -    | -    | -    | -    |

-: no participa

Ab.: abandono